# Amblyeleotris marquesas
Amblyeleotris marquesas là một loài cá biển thuộc chi Amblyeleotris trong họ Cá bống trắng. Loài cá này được mô tả lần đầu tiên vào năm 2002.

## Từ nguyên
Từ định danh marquesas được đặt theo tên gọi của quần đảo Marquises, nơi mà mẫu định danh của loài cá này được thu thập.

## Phạm vi phân bố và môi trường sống
A. marquesas hiện chỉ được biết đến tại đảo Nuku Hiva thuộc quần đảo Marquises. Các mẫu vật của A. marquesas được thu thập trên nền cát ở độ sâu 18–24 m.

## Mô tả
Chiều dài cơ thể lớn nhất được ghi nhận ở A. marquesas là 7 cm. Đầu và thân màu trắng xám, có 3 sọc đỏ nâu trên thân và rất dày. Đầu có một sọc màu đỏ nâu từ gáy chéo xuống nắp mang. Khoảng trắng giữa các sọc đỏ nâu có một vạch ngắn cùng màu (chỉ dài khoảng nửa thân trên). Vây lưng trước và sau màu cam nhạt, có thêm các sọc xanh lam nhạt. Vây đuôi cam nhạt, đốm đỏ nâu lớn ở gốc. Vây hậu môn và vây bụng màu lam nhạt. Vây ngực trong mờ.
Số gai vây lưng: 7; Số tia vây lưng: 14; Số gai vây hậu môn: 1; Số tia vây hậu môn: 15; Số gai vây bụng: 1; Số tia vây bụng: 5; Số tia vây ngực: 18–19.

## Sinh thái
A. marquesas sống cộng sinh với tôm gõ mõ Alpheus randalli.